# Henryk Sienkiewicz
Henryk Adam Aleksander Pius Sienkiewicz de Oszyk, AFI [ˈxɛnrɨk ˈadam alɛˈksandɛr ˈpʲus ɕɛnˈkʲevʲit͡ʂ], conegut també el pseudònim de Litwos [ˈlitfɔs], (Wola Okrzejska, Polònia, 1846 - Vevey, Suïssa, 1916) fou un periodista i escriptor polonès, guardonat amb el Premi Nobel de Literatura l'any 1905. Se'l recorda sobretot per les seves novel·les històriques, com la sèrie Trilogia i sobretot pel seu èxit de vendes internacionalment conegut Quo vadis? (1896).
Nascut en una família noble polonesa empobrida al Tsarat de Polònia governada per Rússia, a finals de la dècada de 1860 va començar a publicar peces periodístiques i literàries. A finals de la dècada de 1870 va viatjar als Estats Units, enviant assajos de viatge que li van guanyar popularitat entre els lectors polonesos. A la dècada de 1880 va començar a serialitzar novel·les que van augmentar encara més la seva popularitat. Aviat es va convertir en un dels escriptors polonesos més populars del tombant dels segles XIX i XX, i nombroses traduccions li van guanyar renom internacional, que van culminar amb la seva recepció del Premi Nobel de Literatura de 1905 pels seus «mérits destacats com a escriptor èpic».
Moltes de les seves novel·les romanen impreses. A Polònia és més conegut per la seva «Trilogia» de novel·les històriques - Ogniem i mieczem - Potop - Pan Wołodyjowski - ambientada a la Confederació de Polònia i Lituània del segle XVII; internacionalment és més conegut per Quo vadis?, ambientat a la Roma de Neró. La Trilogia i Quo Vadis s'han filmat, aquesta última diverses vegades, amb la versió de Hollywood de 1951 rebent el reconeixement més internacional.

## Biografia

### Primers anys de vida
Sienkiewicz va néixer el 5 de maig de 1846 a Wola Okrzejska, actualment un poble a la part central de la regió oriental polonesa de Lubelskie, aleshores part de l'Imperi Rus. La seva família eren nobles polonesos empobrits, per part del seu pare, derivats dels tàrtars que s'havien establert al Gran Ducat de Lituània. Els seus pares van ser Józef Sienkiewicz (1813–96) de l’escut d'Oszyk i Stefania Cieciszowska (1820–73). La seva mare descendia d'una vella i acomodada família de Podlàquia. Va tenir cinc germans: un germà gran, Kazimierz (que va morir durant l'aixecament de gener de 1863-1864), i quatre germanes: Aniela, Helena, Zofia i Maria. La seva família tenia dret a utilitzar l’escut polonès d'Oszyk. Wola Okrzejska pertanyia a l'àvia materna de l'escriptor, Felicjana Cieciszowska. La seva família es va traslladar diverses vegades, i el jove Henryk va passar la seva infància a les finques familiars a Grabowce Górne, Wężyczyn i Burzec. El setembre de 1858 va començar la seva educació a Varsòvia, on la família s'establiria finalment el 1861, després d'haver comprat una casa kamienica) al districte de Praga a l'est de Varsòvia. Va rebre notes escolars relativament baixes, excepte en humanitats, especialment en llengua i història polonesa.

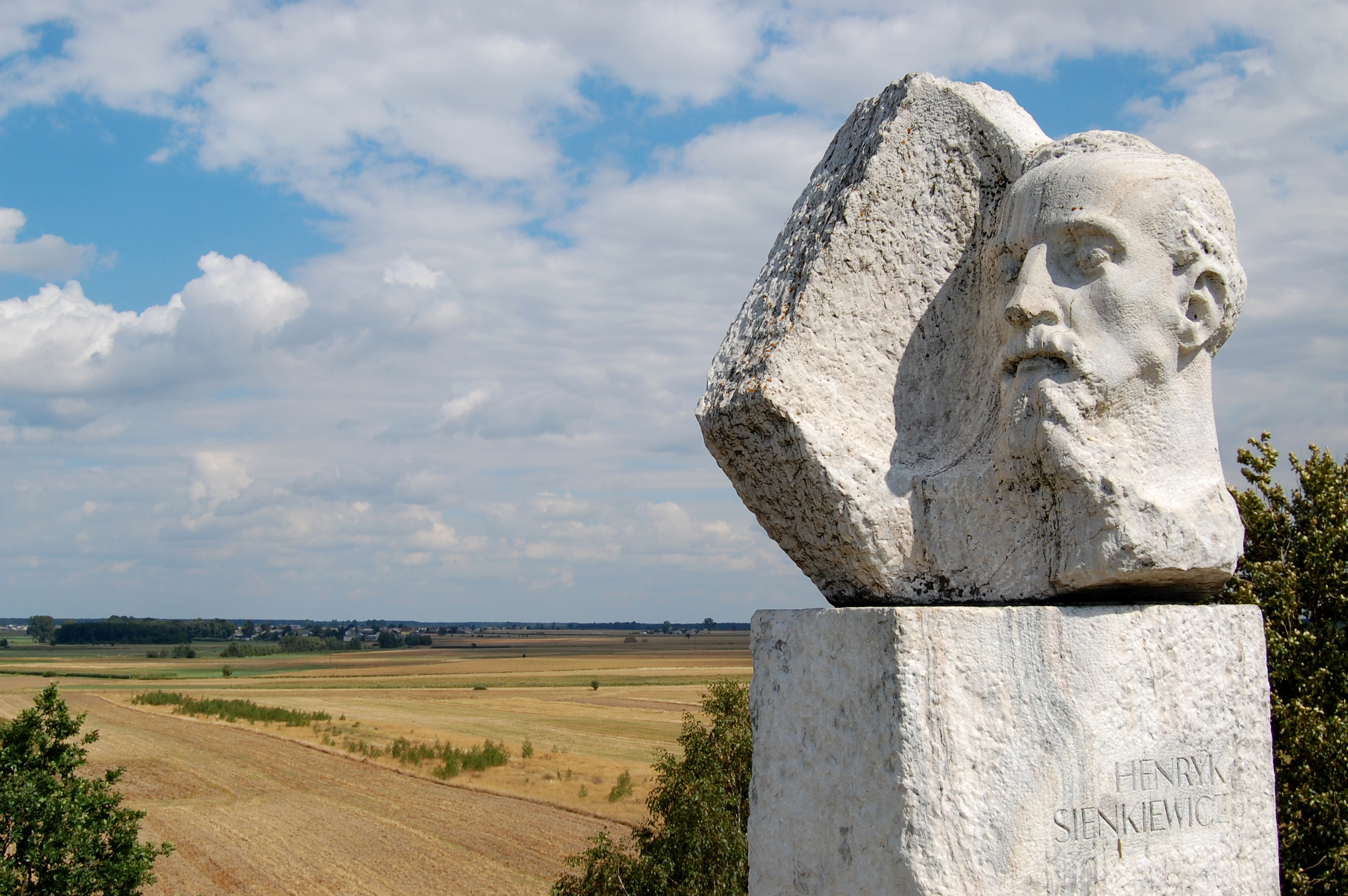
Monument al cim del monticle de Sienkiewicz a Okrzeja. A l'esquerra hi ha el poble de la família de l'escriptor, Wola Okrzejska, on va néixer.

A causa dels temps difícils, Sienkiewicz, de 19 anys, va agafar una feina com a tutor de la família Weyher a Płońsk. Probablement va ser en aquest període quan va escriure la seva primera novel·la, Ofiara (Sacrifici); es creu que va destruir el manuscrit de la novel·la mai publicada. Va completar classes de secundària extraescolars i el 1866 va rebre el seu diploma de batxillerat. Primer va intentar estudiar medicina, després dret, a la Universitat de Varsòvia, però aviat es va traslladar a l'Institut de Filologia i Història de la universitat, on va adquirir un coneixement exhaustiu de la literatura i la llengua polonesa antiga. Poc se sap d'aquest període de la seva vida, a part que es va traslladar de casa dels seus pares, va ser tutor a temps parcial i va viure en la pobresa. La seva situació va millorar una mica el 1868 quan es va convertir en tutor de la família príncep Woroniecki.
El 1867 va escriure una peça rimada, Sielanka Młodości (Idili de la joventut), que va ser rebutjada per Tygodnik Illustrowany (El setmanari il·lustrat). El 1869 va debutar com a periodista; Przegląd Tygodniowy (1866–1904) (The Weekly Review) va publicar la seva ressenya d'una obra el 18 d'abril de 1869, i poc després The Illustrated Weekly va imprimir un assaig seu sobre el poeta polonès del final del Renaixement Mikołaj Sęp Szarzyński. Va acabar els seus estudis universitaris l'any 1871, encara que no va rebre el diploma perquè no va aprovar l'examen de llengua grega. Sienkiewicz també va escriure per a Gazeta Polska (The Polish Gazette) i Niwa (revista), sota el seu nom de ploma «Litwos». El 1873 va començar a escriure una columna, Bez tytułu (Sense títol), a La Gazeta Polonesa; el 1874 una columna, Sprawy bieżące (Assumptes d'actualitat) per a Niwa; i el 1875 la columna, Chwila obecna (El moment present). També va col·laborar en una traducció polonesa, publicada el 1874, de l'última novel·la de Victor Hugo, Noranta-tres. El juny d'aquell any esdevingué copropietari de Niwa (el 1878, vendria la seva part de la revista).
Sent ja un prestigiós periodista i gran defensor de la causa de Polònia, va dirigir una carta oberta a Guillem II de Prússia en la qual s'oposava a la germanització de la Posnània i amb la qual va atraure l'atenció mundial sobre el futur del seu país. En els començaments de la Primera Guerra Mundial, es trobava a Suïssa, on va formar, junt amb Ignacy Jan Paderewski, el comitè per a les víctimes de la guerra a Polònia.
Mentrestant, el 1872, havia debutat com a escriptor de ficció amb la seva novel·la curta Na marne (En va), publicada a la revista Wieniec (Garlanda). El van seguir Humoreski z teki Woroszyłły (Esbossos humorístics dels fitxers de Woroszyłła, 1872), Stary Sługa (El vell criat, 1875), Hania (Sienkiewicz) (1876) i Selim Mirza (1877). Els tres últims es coneixen com la Petita Trilogia. Aquestes publicacions el van convertir en una figura destacada del món periodístic-literari de Varsòvia, i convidat a sopars populars organitzats per l'actriu Helena Modrzejewska.

### Viatges a l'estranger

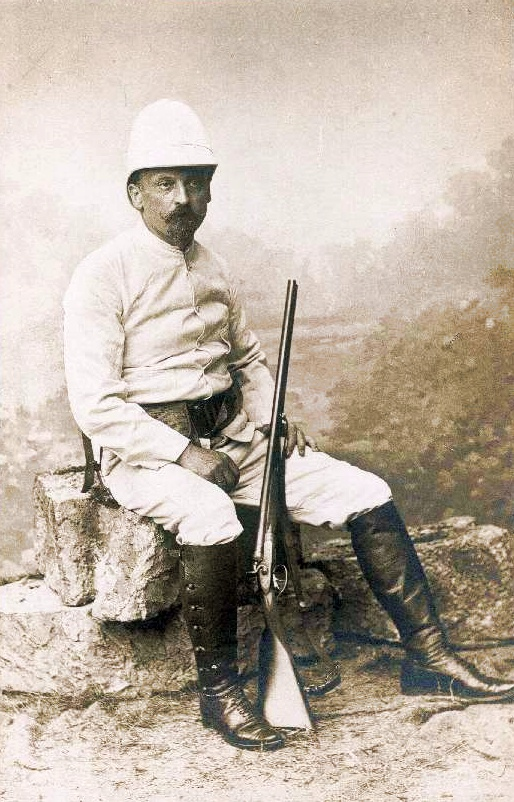
Sienkiewicz amb vestit de safari, dècada de 1890

El 1874 Henryk Sienkiewicz es va dedicar breument a Maria Keller i va viatjar a l'estranger a Brussel·les i París. Poc després de tornar, els pares de la seva promesa van cancel·lar el compromís. El 1876 Sienkiewicz va anar als Estats Units amb Helena Modrzejewska (aviat es faria famosa als Estats Units com l'actriu Helena Modjeska) i el seu marit. Va viatjar per Londres a Nova York i després a San Francisco, romanent per algun temps a Califòrnia. Els seus viatges van ser finançats per Gazeta Polska (La Gaseta Polonesa) a canvi d'una sèrie d'assajos de viatge: Sienkiewicz va escriure Listy z podróży (Cartes d'un viatge) i Listy Litwosa z Podróży (Cartes de Litwos d'un viatge), que es van publicar en La Gaseta Polonesa el 1876–78. Altres articles d'ell també van aparèixer en Przegląd Tygodniowy (The Weekly Review) i Przewodnik Naukowy i Literacki (La Guia Apresa i Literària), discutint la situació de la Polònia Americana. Va viure breument a la ciutat d'Anaheim, més tard en Anaheim Landing (ara Seal Beach, Califòrnia). Va caçar, va visitar campaments natius americans, va viatjar per les muntanyes pròximes (Santa Ana, Sierra Madre, Sant Jacinto i San Bernardino) i va visitar el desert de Mojave, la vall de Yosemite i les mines de plata a la ciutat de Virgínia, Nevada. El 20 d'agost de 1877 va ser testimoni del debut teatral de Modjeska als Estats Units en el Teatre Califòrnia de San Francisco, que va revisar per a la Gaseta Polonesa; i el 8 de setembre va publicar en el Daily Night Post un article traduït a l'anglès per Jesmodka, a «Polònia i Rússia».
A Amèrica, també va continuar escrivint ficció, el 1877 publicant Szkice węglem (Esbossos a carbó) a The Polish Gazette. Va escriure una obra de teatre, Na przebój, aviat retitulada Na jedną kartę (En una sola carta), escenificada més tard a Lviv (1879) i, per a una millor acollida, a Varsòvia (1881). També va escriure una obra de teatre per a Modjeska, dirigida a un públic nord-americà, Z walki tutejszych partii (Lluites partidistas), però mai es va representar ni publicar, i el manuscrit sembla que s'ha perdut.
El 24 de març de 1878 Sienkiewicz va marxar dels EUA cap a Europa. Primer es va quedar a Londres, després un any a París, retardant el seu retorn a Polònia a causa dels rumors d'un possible reclutament a l'Exèrcit Imperial Rus en vigílies d'una nova guerra prevista amb Turquia.

### Retorn a Polònia

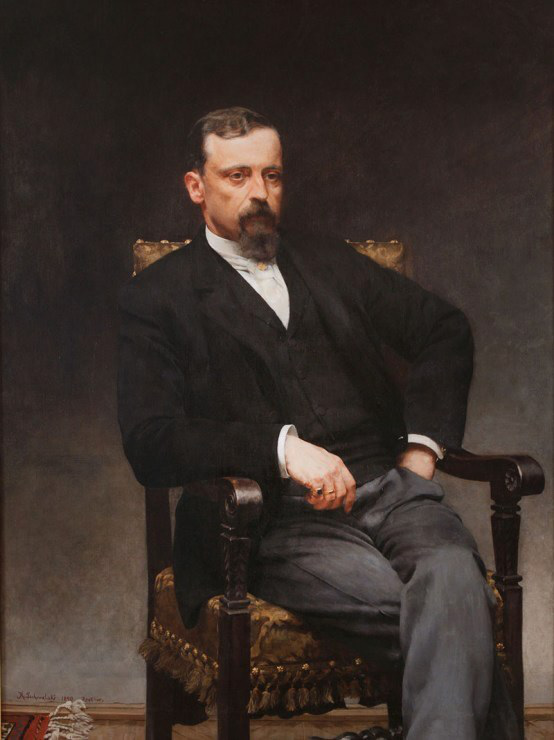
Sienkiewicz de Kazimierz Pochwalski, 1890

L'abril de 1879 Sienkiewicz va tornar a terra polonesa. A Lviv va donar una conferència poc concorreguda: Z Nowego Jorku do Kalifornii (De Nova York a Califòrnia). Les conferències posteriors a Szczawnica i Krynica els mesos de juliol a agost d'aquell any, i a Varsòvia i Poznań l'any següent, van tenir molt més èxit. A finals de l'estiu de 1879 va anar a Venècia i Roma, on va fer una gira durant les properes setmanes, el 7 de novembre de 1879 tornant a Varsòvia. Allà va conèixer Maria Szetkiewicz, amb qui es va casar el 18 d'agost de 1881. Segons els informes, el matrimoni va ser feliç. La parella va tenir dos fills, Henryk Józef (1882–1959) i Jadwiga Maria (1883–1969). Va ser un matrimoni de curta durada, però, perquè el 18 d'agost de 1885 Maria va morir de tuberculosi.
El 1879 es va publicar la primera edició recopilada de les obres de Sienkiewicz, en quatre volums; la sèrie continuaria fins a l'any 1917, acabant amb un total de 17 volums. També va continuar escrivint articles periodístics, principalment a The Polish Gazette i Niwa. El 1881 va publicar una crítica favorable de la primera edició recopilada d'obres de Bolesław Prus.
El 1880 Sienkiewicz va escriure una novel·la històrica, Niewola tatarska (Captivitat tàrtara). A finals de 1881 esdevingué redactor en cap d'un nou diari de Varsòvia, Słowo (La Paraula). Això va millorar substancialment les seves finances. L'any 1882 el va veure molt compromès a la direcció del diari, en el qual va publicar diverses columnes i contes. Aviat, però, va perdre l'interès per l'aspecte periodístic i va decidir centrar-se més en la seva obra literària. Cada cop va prestar menys atenció al seu càrrec d'editor en cap, el va dimitir el 1887, però va romandre editor de la secció literària del diari fins al 1892.
A partir de 1883 va canviar cada cop més el seu enfocament de les peces breus a les novel·les històriques. Va començar a treballar en la novel·la històrica Ogniem i Mieczem (Amb foc i espasa). Inicialment titulat Wilcze gniazdo (El cau del llop), va aparèixer encom una sèrie a Słowo (El món) des de maig de 1883 fins a març de 1884. També va publicar simultàniament al diari de Cracòvia, Czas.
Sienkiewicz aviat va començar a escriure el segon volum de la seva trilogia, Potop (El diluvi). Es va publicar a Słowo des de desembre de 1884 fins a setembre de 1886. A partir de 1884, Sienkiewicz va acompanyar la seva dona Maria a sanatoris estrangers. Després de la seva mort, va continuar viatjant per Europa, deixant els seus fills amb els pares de la seva difunta esposa, tot i que sovint tornava a Polònia, especialment durant llargs períodes a Varsòvia i Cracòvia a partir de la dècada de 1890. Després del seu retorn a Varsòvia el 1887, va aparèixer el tercer volum de la seva trilogia, Pan Wołodyjowski (Sir Michael), que va publicar a Słowo del maig del 1887 al maig del 1888. La trilogia va establir Sienkiewicz com l'escriptor polonès contemporani més popular.
Sienkiewicz va rebre 15.000 rubles, en reconeixement dels seus èxits, d'un admirador desconegut que va signar Michał Wołodyjowski després del personatge de la Trilogia. Sienkiewicz va utilitzar els diners per crear un fons per la seva dona i supervisat per l’Acadèmia de l'Aprenentatge, per ajudar els artistes amenaçats per la tuberculosi.
El 1886, va visitar Istanbul; l'any 1888, Espanya. A finals de 1890 se'n va anar a l'Àfrica, donant lloc a Listy z Afryki (Cartes d'Àfrica, publicades a Słowo el 1891–92, després recollides com a llibre el 1893). El canvi de les dècades de 1880 i 1890 es va associar amb un treball intensiu en diverses novel·les. El 1891 es va publicar en llibre la seva novel·la Sense dogma (Bez Dogmatu), publicada prèviament el 1889–90 a La paraula. El 1892 Sienkiewicz va signar un acord per a una altra novel·la, Rodzina Połanieckich (Els fills del sòl), que va ser publicada en sèrie a The Polish Gazette des de 1893 i va sortir en forma de llibre el 1894.

### Anys posteriors
Sienkiewicz va tenir diversos afers amorosos, i el 1892 va entrar a la seva vida Maria Romanowska-Wołodkowicz, fillastra d'una rica noia d'Odessa. Ell i Romanowska es van comprometre allà el 1893 i es van casar a Cracòvia l'11 de novembre. Tot just dues setmanes després, però, la seva esposa el va deixar; Sienkiewicz va culpar «d'intrigues de sogres». El 13 de desembre de 1895 va obtenir el consentiment papal per a la dissolució del matrimoni. El 1904 es va casar amb la seva neboda, Maria Babska.
Sienkiewicz va utilitzar la seva creixent fama internacional per influir en l'opinió mundial a favor de la causa polonesa (al llarg de la seva vida i des de finals del segle xviii, Polònia va romandre dividida pels seus veïns, Rússia, Àustria i Prússia, després Alemanya). Va criticar sovint les polítiques alemanyes de germanització de la minoria polonesa a Alemanya; el 1901 va expressar el seu suport als escolars de Września que protestaven per la prohibició de la llengua polonesa. Amb més cautela, va demanar al govern rus que introduís rereformes al Tsarat de Polònia controlada pels russos. Durant la Revolució al Regne de Polònia, va defensar una autonomia polonesa més àmplia dins de l'Imperi Rus.

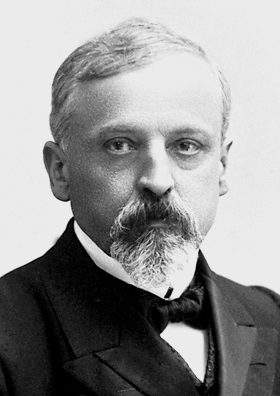
Premi Nobel, 1905

Sienkiewicz va mantenir alguns vincles amb els polítics de la dreta polonesa de la Democràcia Nacional i va ser crític amb els socialistes, però en general era moderat i va declinar convertir-se en polític i diputat a la Duma russa. En l'àmbit cultural, va participar en la creació dels monuments de Cracòvia i Varsòvia a Adam Mickiewicz. Va donar suport als esforços educatius i va cofundar l'organització Polska Macierz Szkolna. «Raonablement ric» el 1908 gràcies a les vendes dels seus llibres, sovint va utilitzar la seva nova riquesa per donar suport als escriptors en dificultats. Va ajudar a reunir fons per a projectes de benestar social com l'alleujament de la fam, i per a la construcció d'un sanatori de tuberculosi a Zakopane. Va ser tan destacat en la filantropia com en la literatura.
El febrer de 1895 va escriure els primers capítols de Quo vadis?. La novel·la va ser publicada en una sèrie, començant el març de 1895, a la Gaceta polonesa de Varsòvia, Czas (El temps) de Poznań i Dziennik Poznański (Diari de Poznań). La novel·la es va acabar el març de 1896. L'edició del llibre va aparèixer més tard el mateix any i aviat va guanyar renom internacional. El febrer de 1897 va començar a serialitzar una nova novel·la, Krzyżacy (Els cavallers teutons o Els cavallers de la creu); la serialització va acabar l'any 1900, i l'edició del llibre va aparèixer aquell any.
El 1900, amb un retard de tres anys a causa de l'aproximació del centenari del naixement de Mickiewicz, Sienkiewicz va celebrar el seu propi quart de segle, iniciat el 1872, com a escriptor. Es van celebrar esdeveniments especials a diverses ciutats poloneses, com Cracòvia, Lwów i Poznań. Un comitè del jubileu li va presentar un regal del poble polonès: una finca a Oblęgorek, prop de Kielce, on més tard va obrir una escola per a nens.
El 1905 va guanyar el premi Nobel pels seus èxits com a escriptor èpic. En el seu discurs d'acceptació, va dir que aquest honor tenia un valor particular per a un fill de Polònia: «Va ser declarada morta, però aquí hi ha una prova que viu.... Va ser declarada derrotada, i aquí hi ha la prova que ha guanyat».

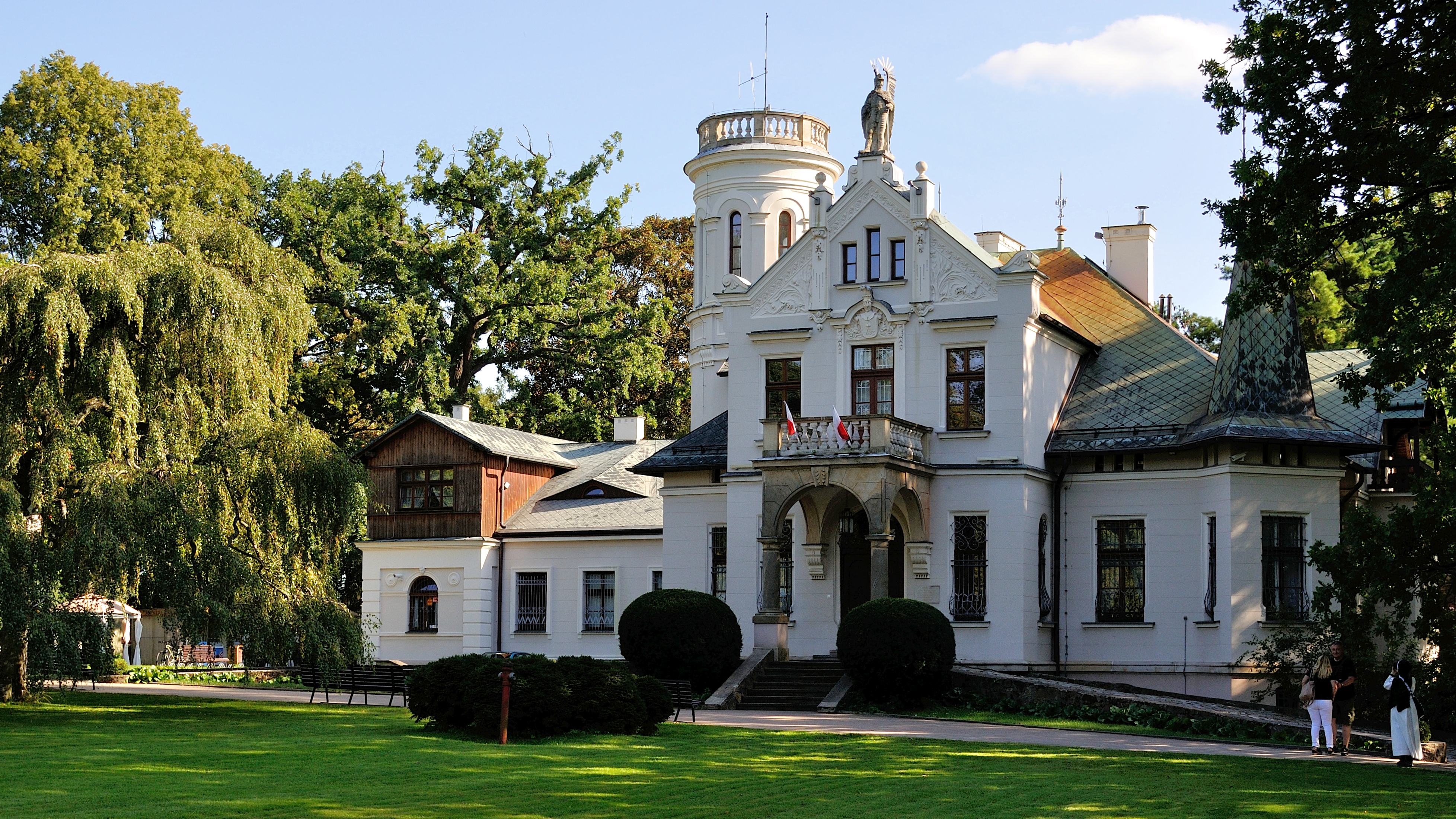
La residència de Sienkiewicz a Oblęgorek

Les seves activitats socials i polítiques van donar lloc a una disminució de la producció literària. Va escriure una nova novel·la històrica, Na polu chwały (Al camp de la glòria), que volia ser com l'inici d'una nova trilogia; no obstant això, va ser criticat per ser una versió menor de la seva trilogia original, i mai va continuar. De la mateixa manera, la seva novel·la contemporània Wiry (Whirlpools), 1910, que pretenia criticar alguns dels opositors polítics de Sienkiewicz, va rebre una resposta majoritàriament polèmica i polititzada. La seva novel·la per a joves del 1910, W pustyni iw puszczy (Al desert i el desert), publicada en sèrie a Kurier Warszawski (El missatger de Varsòvia), acabada el 1911, va tenir molt millor acollida i es va fer molt popular entre els nens i els joves.
Després de l'esclat de la Primera Guerra Mundial, Sienkiewicz va ser visitat a Oblęgorek per una unitat de cavalleria de les legions poloneses al comandament de Bolesław Wieniawa-Długoszowski. Poc després, va marxar a Suïssa. Juntament amb Ignacy Paderewski i Erazm Piltz, va establir una organització per al socors de la guerra polonesa. També va donar suport a la tasca de la Creu Roja. En cas contrari, va evitar la política, tot i que poc abans de la seva mort va aprovar l’Acta del 5 de novembre de 1916, una declaració dels emperadors Guillem II d'Alemanya i Francesc Josep d'Àustria i rei d'Hongria, que prometia la creació d'un Regne de Polònia previst com un titella. Estat aliat i controlat per les potències centrals.

### Mort

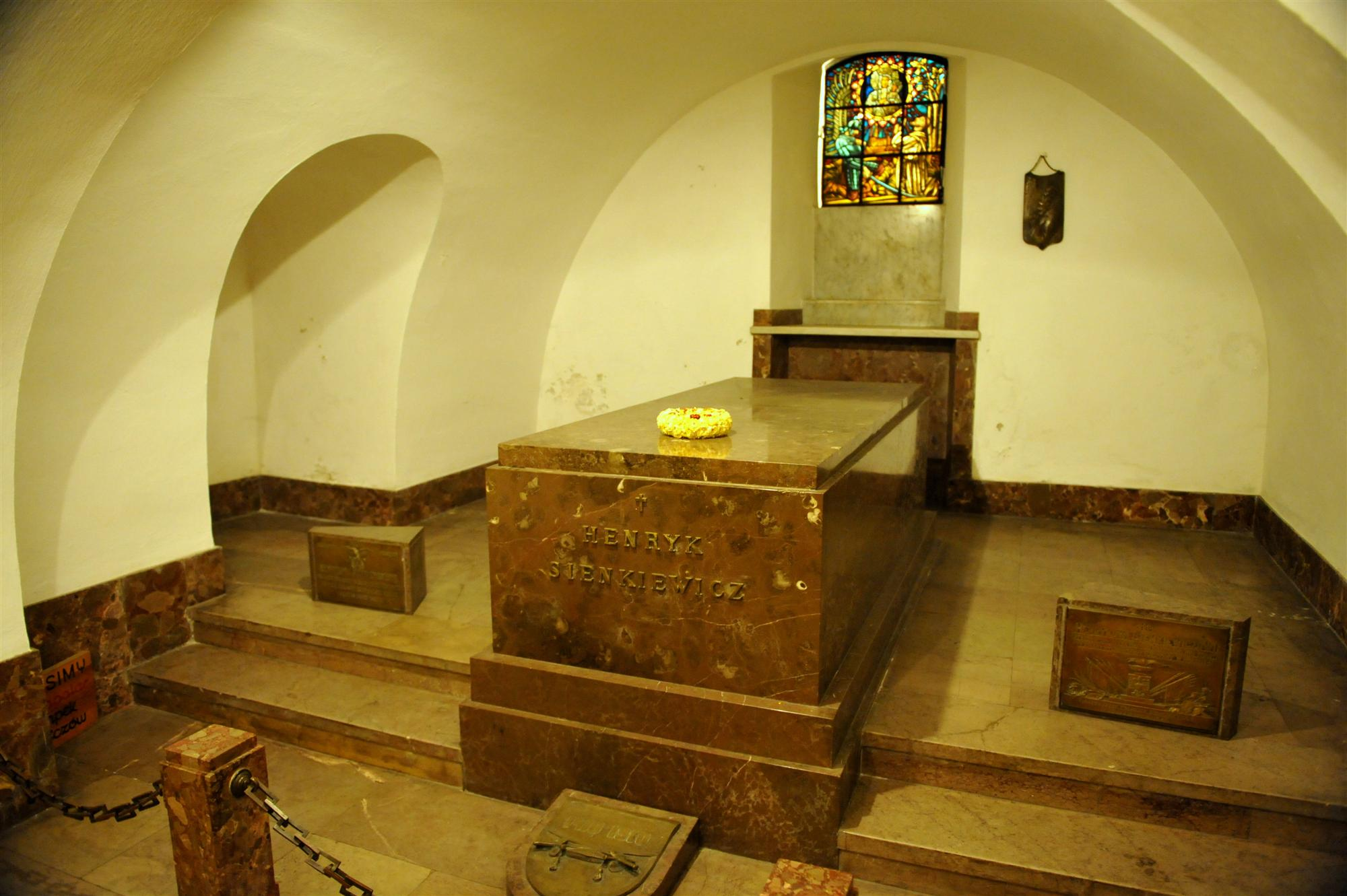
Tomba de Sienkiewicz, catedral de Sant Joan, Varsòvia

Sienkiewicz va morir el 15 de novembre de 1916, al Grand Hotel du Lac de Vevey, Suïssa, on va ser enterrat el 22 de novembre. La causa de la mort va ser la cardiopatia isquèmica. El seu funeral va comptar amb la presència de representants tant de les potències centrals com de l'Entente, i es va llegir un discurs del papa Benet XV.
El 1924, després que Polònia va recuperar la seva independència, les restes de Sienkiewicz van ser repatriades a Varsòvia, Polònia, i col·locades a la cripta de la catedral de Sant Joan. Durant el trànsit del taüt, es van celebrar solemnes cerimònies commemoratives a diverses ciutats. Milers de persones van acompanyar el taüt al seu lloc de descans de Varsòvia, i el president de Polònia, Stanisław Wojciechowski, va pronunciar un elogi.

## Obra literària
Especialitzat en temes socials, va ser molt popular en el seu temps, tot i que en l'actualitat no és gaire llegit.
Els primers treballs de Sienkiewicz (per exemple, Humoreski z teki Woroszyłły de 1872) li mostren un ferm partidari del positivisme polonès, donant suport a personatges constructius i pràctics com un enginyer. El «positivisme» polonès va defensar la modernització econòmica i social i va desaprovar la lluita armada irredemptista. A diferència de la majoria dels altres escriptors positivista polonesos, Sienkiewicz era un conservador. La seva petita trilogia (Stary Sługa, 1875; Hania, 1876; Selim Mirza, 1877) mostra el seu interès per la història de Polònia i la seva maduresa literària, incloent un bon domini de l'humor i el drama. Els seus primers treballs es van centrar en tres temes: l'opressió i la pobresa dels camperols (Esbossos al carbó, 1877); crítica dels poders de repartiment (Z pamiętnika korepetytora, Janko Muzykant [Janko el músic], 1879); i el seu viatge als Estats Units (Za chlebem, Pel pa, 1880). El seu motiu més comú era la situació dels impotents: camperols empobrits, escolars, emigrants.
El seu Latarnik (El guardià del far, 1881) ha estat descrit com un dels millors contes polonesos. Les seves històries de 1882 Bartek Zwycięzca (Bart el Conqueridor) i Sachem dibuixen paral·lelismes entre el tràgic destí dels seus herois i el de la nació polonesa ocupada.
Les seves obres més importants es refereixen als problemes socials dels pagesos i les classes populars de Polònia. Va aconseguir una gran fama amb la publicació de la seva trilogia sobre la lluita polonesa davant les invasions del segle xvii: A sang i foc (1884), La inundació (1886), i El senyor Wolodyjowski (1888). Van ser rebuda amb entusiasme pels lectors (com ho van ser els dos volums següents de La trilogia), convertint-se en un «clàssic instantani», encara que la recepció crítica va ser tèbia. La trilogia està ambientada a la Polònia del segle XVII. Tot i que els crítics generalment van elogiar el seu estil, van assenyalar que alguns fets històrics estan tergiversats o distorsionats. La trilogia va fusionar elements de l’èpica i la novel·la històrica, impregnats de característiques especials de l'estil de Sienkiewicz. El patriotisme de la Trilogia va preocupar els censors; El censor rus de Varsòvia, I. Jankul, va advertir a Sienkiewicz que no permetria la publicació de cap altra obra amb el seu tracte amb la història polonesa.

L'escut d'armes de la família de Sienkiewicz, Oszyk, era una variant d'aquest escut de Łabędź (Cigne).

Sense dogma de Sienkiewicz (Bez dogmatu, 1889–90) va ser un notable experiment artístic, una novel·la d'autoanàlisi escrita com un diari fictici. Les seves obres de l'època són crítiques amb les filosofies decadents i naturalistes. Havia expressat les seves opinions sobre el naturalisme i l'escriptura, en general, molt aviat a O naturaliźmie w powieści (El naturalisme a la novel·la, 1881). Una dotzena d'anys més tard, el 1893, va escriure que les novel·les haurien d'enfortir i ennoblir la vida, en lloc de soscavar-la i degradar-la. Més tard, a principis del 1900, va caure en l'hostilitat mútua amb el moviment Jove Polònia a la literatura polonesa.
Són també molt recordades La família Polanieski (1894) i Els croats (1900).
També són notables els seus relats: Ningú és profeta en la seva terra (1872), Esbossos al carbó (1880); les seues novel·les curtes Bartek el vencedor (1882), El torrer (1880) i Sachem (1889). La seva novel·la més famosa és Quo vadis? (1896). Aquesta història del primer cristianisme a Roma, amb protagonistes que lluiten contra el règim de l'emperador Neró, fa paral·lelismes entre els primers cristians reprimits i els polonesos contemporanis; i, a causa del seu enfocament en el cristianisme, es va fer molt popular a l'Occident cristià. El triomf del cristianisme espiritual sobre la Roma materialista va ser una crítica al materialisme i la decadència, i també una al·legoria de la força de l'esperit polonès. Quo vadis, ha estat portada portada nombroses vegades al cinema, en la qual, pels patiments dels cristians en el regnat de Neró, fa una crítica de l'opressió de la mateixa Polònia.
Els seus cavallers teutons van tornar a la història de Polònia, descrivint la batalla de Grunwald (1410), una victòria polonesa-lituana sobre els cavallers teutons a la Guerra del Regne de Polònia contra l'Orde Teutònic. Tant en la cultura alemanya com polonesa, els cavallers teutons eren incorrectament vists com a precursors dels alemanys moderns, mentre que la unió polonesa-lituana es considerava un model per a un futur estat polonès independent. Aquests supòsits van lligats amb el context polític contemporani dels esforços de germanització en curs a la Polònia alemanya. Així, el llibre es va convertir ràpidament en un altre best-seller de Sienkiewicz a Polònia, i va ser rebut per la crítica millor que la seva Trilogia; també va ser aplaudida pel moviment polític de la dreta polonès, anti-alemany de la Democràcia Nacional, i va passar a formar part del currículum escolar polonès després que Polònia recuperés la independència el 1918.

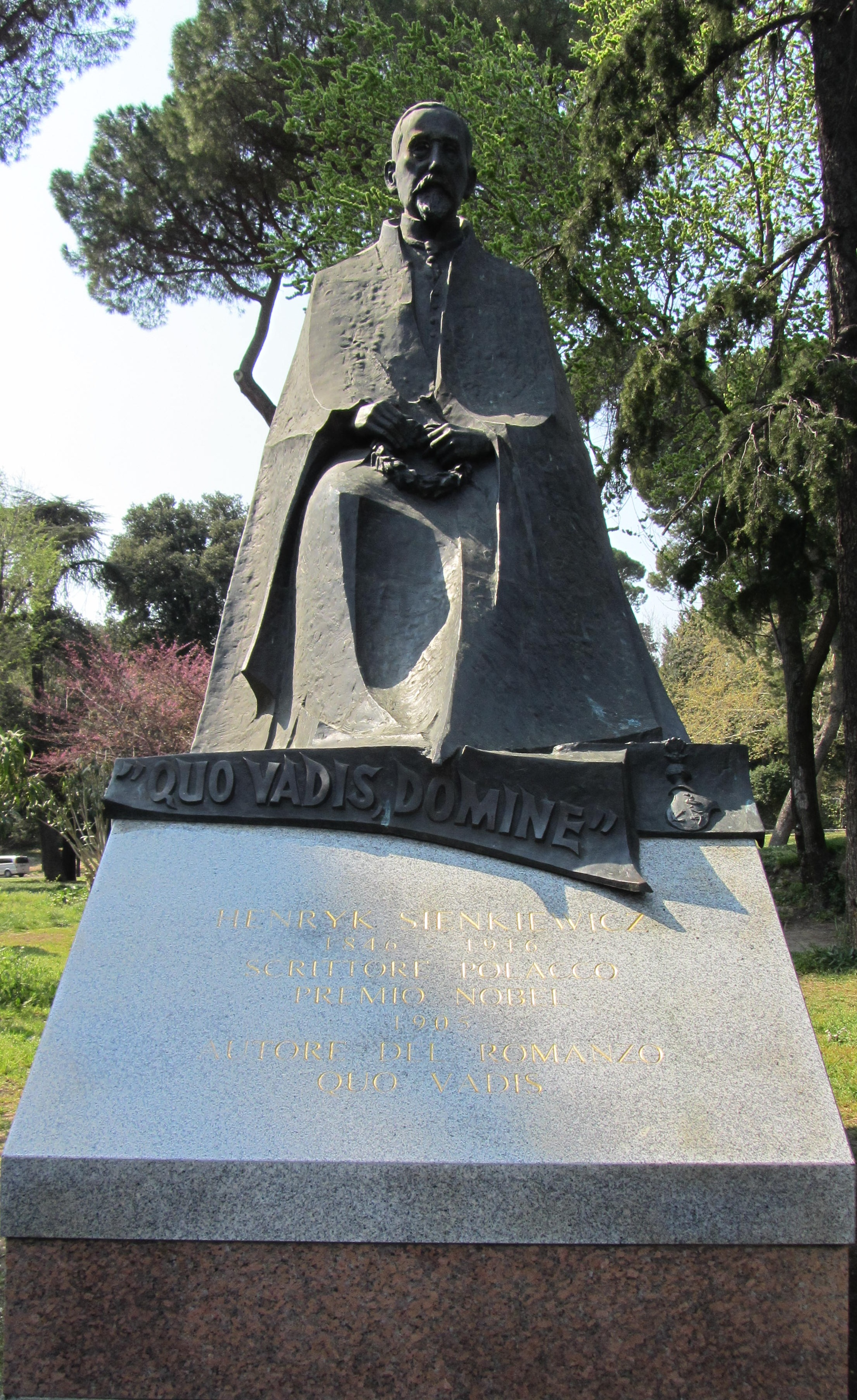
Estàtua de l'autor de Quo vadis?, prop de la Galeria Borghese a Roma

L'any 1905, fou guardonat amb el Premi Nobel de Literatura pels seus mèrits excepcionals com a escriptor èpic. Sovint s'afirma incorrectament que Sienkiewicz va rebre el seu Premi Nobel per Quo Vadis. Si bé Quo vadis? és la novel·la que li va donar fama internacional, el Premi Nobel no cita cap novel·la en particular, sinó que cita «els seus destacats mèrits com a escriptor èpic».
Sienkiewicz sovint va dur a terme una investigació històrica substancial per a les seves novel·les, però va ser selectiu en les troballes que van arribar a les novel·les. Així, per exemple, va prioritzar les victòries militars poloneses sobre les derrotes.
Sienkiewicz va portar un diari, però s'ha perdut.

### Obra publicada
- 1873: Humoreski z teki Worszyły
- 1875: Hania
- 1877: Szkice węglem
- 1880: Janko muzykant
- 1880: Z pamiętnika poznańskiego nauczyciela
- 1880: Za chlebem
- 1880: Orso
- 1880: Niewola tatarska
- 1882: Bartek Zwycięzca
- 1882: Jamioł
- 1882: Latarnik
- Trilogia:
  - 1884: Amb foc i espasa (Ogniem i mieczem, 1884) representa l'aixecament de Khmelnytsky dels cosacs d'Ucraïna contra Polònia al segle XVII; la novel·la s'ha convertit en un llargmetratge del mateix títol i ha inspirat el videojoc Mount &amp; Blade: With Fire Sword.
  - 1886: El Diluvi (Potop, 1886) representa la invasió sueca de Polònia al segle xvii, la novel·la s'ha convertit en un llargmetratge del mateix títol
  - 1888: Sir Michael (Pan Wołodyjowski, 1888) descriu la lluita de Polònia contra l'Imperi Otomà, envaint Polònia el 1668–72; la novel·la s'ha convertit en un llargmetratge, el coronel Wołodyjowski.
- 1889: Sachem
- 1889: Wspomnienie z Maripozy
- 1891: Bez dogmatu
- 1894: Rodzina Połanieckich
- 1896: Quo vadis?, una història de Sant Pere a Roma durant el regnat de l'emperador Neró. Obra a la qual posà música Jean Nougués (1875-1932)
- 1900: Krzyżacy . Es relaciona amb la batalla de Grunwald; la novel·la es va convertir en un llargmetratge de 1960 amb el mateix títol, d’Aleksander Ford.
- 1906: Na polu chwały, una història del rei Joan III Sobieski i la batalla de Viena.
- 1910: Wiry
- 1912: W pustyni i w puszczy, les aventures d'un nen polonès, Staś, i d'una jove anglesa, Nell, a l'Àfrica durant la Guerra del Mahdí de 1881–99.

### Reconeixement
A principis del segle xx, Sienkiewicz va ser l'escriptor més popular a Polònia i un dels més populars a Alemanya, França, Rússia i el món de parla anglesa. La Trilogia va passar per moltes traduccions; A sang I foc Fire en va veure almenys 26 en vida. Quo Vadis es va fer extremadament popular, amb almenys 40 traduccions d'idiomes diferents, incloses les edicions en anglès per un total d'un milió de còpies. El traductor nord-americà Jeremiah Curtin va estar acreditat per ajudar a popularitzar les seves obres a l'estranger. No obstant això, com que Rússia (de la qual Sienkiewicz era ciutadà) no era signatari de la Convenció de Berna, poques vegades va rebre drets d'autor per les traduccions.
Ja en vida les seves obres van ser adaptades per a presentacions teatrals, operístiques i musicals i per a la indústria cinematogràfica emergent. Els escriptors i poetes li van dedicar obres, o el van fer servir com a inspiració. Els pintors van crear obres inspirades en les novel·les de Sienkiewicz i les seves obres es van reunir en àlbums i exposicions temàtiques de Sienkiewicz. Els noms dels seus personatges van ser donats a una varietat de productes. La popularitat de Quo Vadis a França, on va ser el llibre més venut de 1900, es mostra pel fet que els cavalls que competien en un esdeveniment del Gran Premi de París van rebre el nom dels personatges del llibre. Als Estats Units, Quo Vadis va vendre 800.000 còpies en divuit mesos. Per evitar periodistes i fans intrusius, Sienkiewicz de vegades viatjava d'incògnit.
Va ser incorporat a moltes organitzacions i societats internacionals, com ara l’Acadèmia Polonesa de l'Aprenentatge, l'Acadèmia de Ciències de Rússia, l'Acadèmia Sèrbia de Ciències i Arts, la Reial Societat Txeca de Ciències i l’Acadèmia Italiana d'Arcàdia. Va rebre la Legió d'Honor francesa (1904), doctorats honoris causa de la Universitat Jagellònica (1900) i Universitat de Lviv (1911) i la ciutadania honorífica de Lviv (1902). El 1905 va rebre el guardó més prestigiós del món de la literatura, el Premi Nobel, després d'haver estat proposat aquest any per Hans Hildebrand, membre de l'Acadèmia Sueca.
El nom de Sienkiewicz, a Polònia, són nombrosos carrers i places (el primer carrer que porta el seu nom va ser a Lviv, l'any 1907). El seu nom és Osiedle Sienkiewicza de Białystok; parcs urbans a Breslau i Łódź; i més de 70 escoles a Polònia. Té estàtues a diverses ciutats poloneses, iinclòs el Parc Łazienki de Varsòvia (la primera estàtua es va erigir a Zbàraj, ara a Ucraïna), i a Roma. Un monticle de Sienkiewcz es troba a Okrzeja, prop del seu lloc de naixement, Wola Okrzejska. Ha aparegut en diversos segells postals.

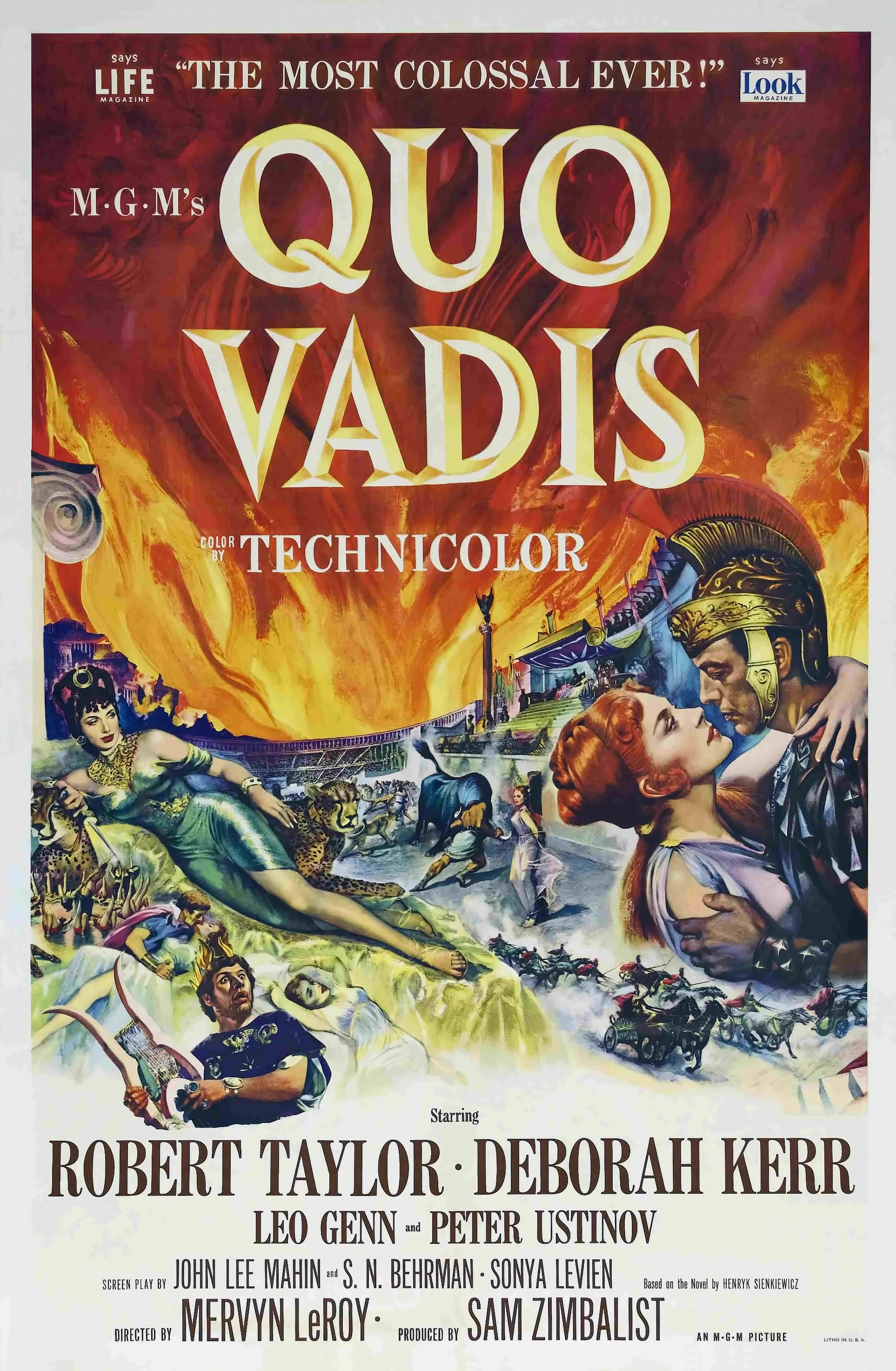
Cartell oficial de la pel·lícula Quo Vadis, 1951

Hi ha tres museus dedicats a ell a Polònia. El primer, el Museu Henryk Sienkiewicz a Oblęgorek (la seva residència), es va obrir el 1958. El segon, fundat l'any 1966, es troba al seu lloc de naixement: el Museu Henryk Sienkiewicz de Wola Okrzejska. El tercer es va obrir el 1978 a Poznań.
A Roma (Itàlia), a la petita església de Domine Quo Vadis, hi ha un bust de bronze d'Henryk Sienkiewicz. Es diu que Sienkiewicz es va inspirar per escriure la seva novel·la Quo vadis? mentre estava assegut en aquesta església.
Fora de Polònia, la popularitat de Sienkiewicz va disminuir a partir del Període d'entreguerres, excepte Quo Vadis, que va conservar una relativa fama gràcies a diverses adaptacions cinematogràfiques, inclosa una americana del 1951. A Polònia les seves obres encara són molt llegides; se'l veu com un autor clàssic, i sovint les seves obres són de lectura obligatòria a les escoles. També han estat adaptades per a pel·lícules i sèries de televisió poloneses.
Les primeres anàlisis crítiques de les seves obres es van publicar en vida. Ha estat objecte de diverses biografies. Les seves obres han rebut crítiques, en vida i des de llavors, com a simplistes: una visió expressada sobretot pel novel·lista i dramaturg polonès del segle XX Witold Gombrowicz, que va descriure Sienkiewicz com un «escriptor de primer nivell». Vassili Rózanov va descriure Quo Vadis com «no una obra d'art», sinó una «oleografia bruta feta a la fàbrica», mentre que Anton Txékhov va qualificar l'escriptura de Sienkiewicz de «maldestre». No obstant això, l'historiador polonès de la literatura Henryk Markiewicz, que va escriure l'entrada Polski słownik biograficzny (Diccionari biogràfic polonès) sobre Sienkiewicz (1997), el descriu com un mestre de la prosa polonesa, com el principal escriptor polonès de ficció històrica i com el millor de Polònia a nivell internacional. - escriptor conegut.

## Traduccions al català
- L'Àngel [Jamioł, 1882], Barcelona: Edicions de la Rosa dels vents, 1936. Tr. Carles Riba.
- Bàrtek el vencedor i altres contes [Bartek Zwycięzca, 1882], Barcelona: Editorial Catalana [1922]. Tr. Carles Riba.
- Endebades [Na próżno], Barcelona, Editorial Catalana, 1922. Tr. Josep M. Girona.
- Yanko, el músic [Janko muzykant], [en:] L. Naudeau et al., El remordiment d'un sinfeiner, Barcelona: Roma [1932].
- Quo vadis? [Quo vadis?, 1896], Barcelona: Proa, 1997. Tr. Josep M. de Sagarra.